# Beatrice Mintz

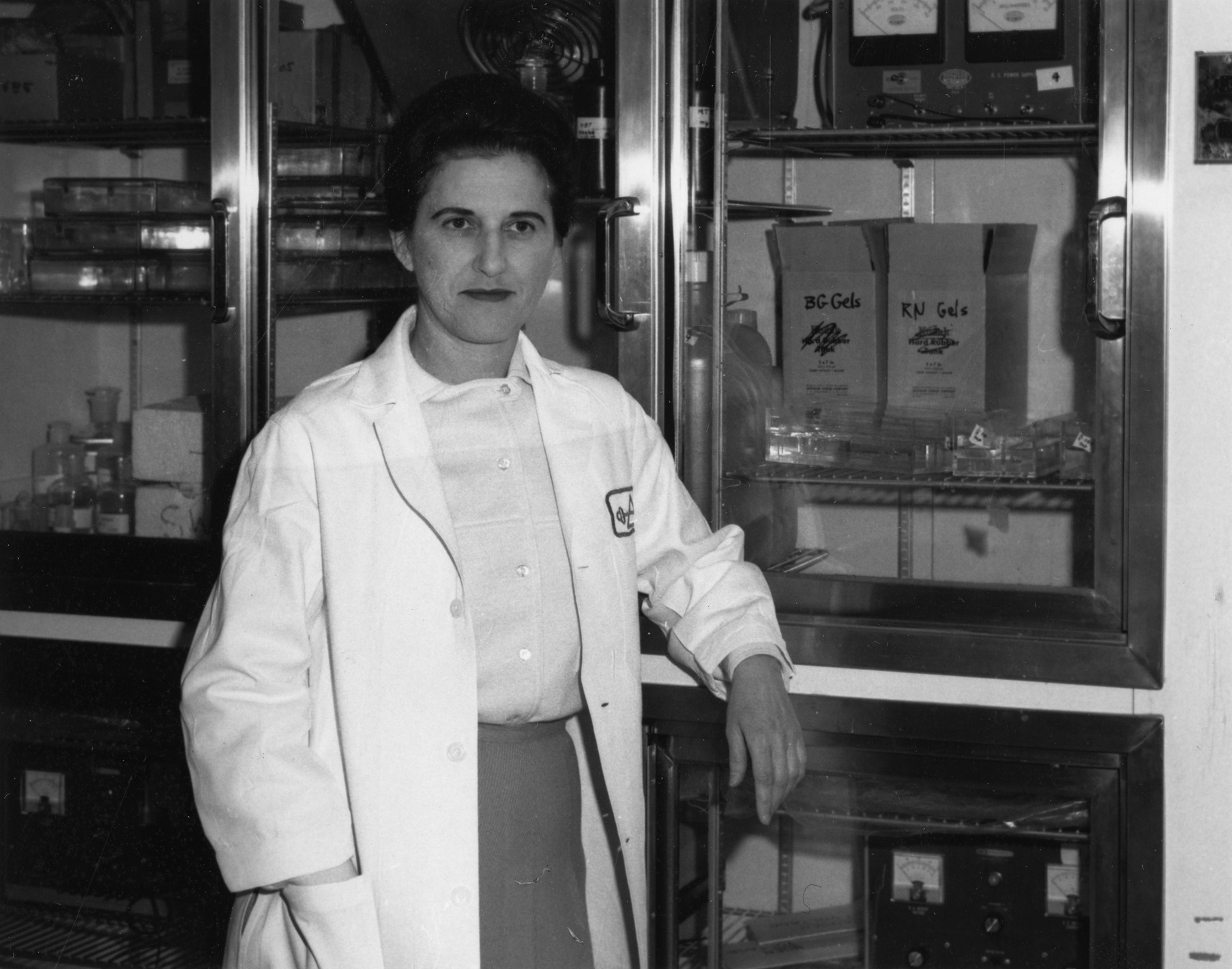
Beatrice Mintz

Beatrice Mintz (* 24. Januar 1921 in New York City, New York; † 3. Januar 2022 in Elkins Park, Pennsylvania) war eine US-amerikanische Genetikerin, Embryologin und Krebsforscherin.

## Leben
Mintz erwarb 1941 am Hunter College in New York City einen Bachelor, 1944 an der University of Iowa in Iowa City einen Master und 1946 einen Ph.D. ebendort. Zwischen 1946 und 1960 war sie Professorin für Biologie an der University of Chicago, bevor sie an das Institute for Cancer Research (später Fox Chase Cancer Center) in Philadelphia wechselte. Seit 1965 hatte sie zusätzlich eine Professur an der University of Pennsylvania, ebenfalls in Philadelphia. Sie starb am 3. Januar 2022 in ihrem Zuhause im Alter von 100 Jahren nach langzeitiger Demenz an Herzversagen.

## Wirken
Mintz entwickelte Methoden, um Embryos von Mäusen verschiedener genetischer Abstammung zu verschmelzen und so Chimären zu erzeugen. Durch Einschleusen von Virus-DNA in das Genom erzeugte sie die ersten transgenen Mäuse. Mintz konnte zeigen, dass bestimmte Tumorzellen, die in frühe Mäuseembryos (Blastozysten) eingeschleust werden, ihr malignes Verhalten verlieren. Mintz gelang es erstmals, pluripotente Stammzellen in Zellkultur zu bringen. Sie entwickelte das erste Tiermodell für das maligne Melanom.

## Auszeichnungen (Auswahl)
- 1973 Mitglied der National Academy of Sciences[2]
- 1979 Rosenstiel Award[3]
- 1981 Genetics Society of America Medal[4]
- 1982 Mitglied der American Philosophical Society[5]
- 1982 Mitglied der American Academy of Arts and Sciences[6]
- 1986 Mitglied der Päpstlichen Akademie der Wissenschaften[7]
- 1988 Amory Prize der American Academy of Arts and Sciences
- 1990 Ernst Jung-Medaille für Medizin in Gold
- 1993 Outstanding Women in Science, New York Academy of Sciences[8]
- 1996 March of Dimes Prize in Developmental Biology (mit Ralph L. Brinster)[9]
- 2007 Pearl Meister Greengard Prize
- 2011 Szent-Györgyi Prize for Progress in Cancer Research[10]
- 2012 AACR Award for Lifetime Achievement in Cancer Research der American Association for Cancer Research (AACR)[11]
- Fünf Ehrendoktorate